# Baureihe E 18
Baureihe E 18 – lokomotywa elektryczna produkowana w latach 1935–1940 dla kolei niemieckich.

## Historia
Po zelektryfikowaniu linii kolejowych zlokalizowanych we Frankonii kolej niemiecka potrzebowała lokomotyw elektrycznych do prowadzenia   ekspresowych pociągów pasażerskich. Pierwsza lokomotywa elektryczna została wyprodukowana w maju 1935 roku. Wyprodukowano 53 lokomotywy, które stacjonowały w lokomotywowni w Monachium i Wałbrzychu. Elektrowozy eksploatowano na górskich liniach kolejowych w Bawarii oraz na Śląsku. Niektóre elektrowozy eksploatowano w Alpach Austriackich. Jeden elektrowóz zachowano jako eksponat zabytkowy.